# SIM - Pegaso
La SIM, acronimo di Società Italiana Motori, è stata una casa motociclistica italiana, proprietaria del marchio Pegaso ed attiva a Milano dal 1955 al 1961.

## La storia
La SIM nacque per iniziativa di alcuni responsabili della Motom, che decisero di uscire dall'azienda allo scopo di produrre in proprio ciclomotori utilitari che nel secondo dopoguerra rappresentarono un mercato molto fiorente.
Due di questi tecnici, gli ingegneri Carlo Buraschi e Gianni Scazzina, avevano all'uopo progettato nel 1954 una versione evoluta del motore a 4 tempi Motom. Grazie alle competenze acquisite, fondarono due nuove società; la SIM a Milano, quale azienda costruttrice dei motori, e la OPM (acronimo di Officine Meccaniche Polesine) a Polesine Parmense, quale azienda costruttrice della parte ciclistica. Il ciclo produttivo veniva poi completato dalla Ditta Taglietti, azienda contoterzista di Golasecca, che provvedeva all'assemblaggio.
Il Pegaso, che prese il nome dal mitologico cavallo alato, è un ciclomotore che si rifà, in modo quasi pedissequo, allo schema tecnico del corrispondente modello Motom, pur con qualche pregevole miglioria alla meccanica e alla ciclistica, oltre ad un differente aspetto estetico.
Veniva prodotto nelle versioni "48 T" (Turismo), "48 GT" (Gran Turismo) e "48 S" (Sport), tutte dotate dello stesso motore 4 tempi monocilindrico di 47,78 cm³, raffreddato ad aria a tre marce, con telaio portante in lamiera stampata a due gusci. Ottime le prestazioni dichiarate che, per il modello "48 S", contemplavano una potenza di 3,5 CV, una velocità massima di 80 km/h ed un consumo medio di 1 litro di benzina ogni 70 km.
Dopo l'iniziale successo del Pegaso, la SIM per problemi gestionali delle separate attività produttive, e dalla scarsa distribuzione capillare sul territorio di venditori ed assistenza rispetto alla Motom, non riuscì mai a esprimere veramente la bonta' del prodotto; a questo poi si aggiunse la crisi settoriale delle due ruote nella seconda metà degli anni '50,   dovuta al lancio delle automobili utilitarie, poi aggravata dall'entrata in vigore delle nuove norme di circolazione del 1959, che prevedevano una serie di limitazioni per i ciclomotori, come la potenza ridotta a 1,5 CV e la velocita' massima a 40kmh.  Va detto che il divieto di portare passeggero sui ciclomotori, era in vigore gia' precedentemente nelle disposizioni degli anni '50, per cui non influi in nessun modo sulle motivazioni del calo delle vendite.
Le vendite registrarono un calo continuo per tutto il 1960 e non riuscì a invertire la tendenza il rinnovato "48 GT '59", in grado di percorrere 80 km con un litro, né il nuovo modello "60", con cilindrata di 52,75 cm³, sufficiente ad essere immatricolato come motoleggera targata. La SIM chiuse i battenti nel 1961 e le scorte di magazzino furono smaltite a cura della OMP che continuò l'attività nel settore della carpenteria metallica.

## Modelli SIM prodotti
- Pegaso 48 T
- Pegaso 48 GT
- Pegaso 48 S
- Pegaso 48 GT '59
- Pegaso 60